# Фридрих Карл Прусский
Тассило Вильгельм Гумберт Леопольд Фридрих Карл Прусский (нем. Tassilo Wilhelm Humbert Leopold Friedrich Karl von Preußen; 6 апреля 1893, охотничий дворец Глинике — 6 апреля 1917, Сен-Этьен-дю-Рувре) — германский принц, конник, призёр Олимпийских игр.

## Биография
Родился в охотничьем дворце Глинике в семье принца Фридриха Леопольда Прусского и принцессы Луизы Софии Августенбургской, являясь таким образом внуком генерал-фельдмаршала Фридриха Карла Прусского.
В 1912 году принял участие в Олимпийских играх в Стокгольме и стал обладателем бронзовой медали в командном конкуре. 19-летний Фридрих Карл является одним из самых юных призёров Олимпийских игр по конному спорту.
Во время Первой мировой войны служил в авиации, командовал эскадрильей FA(A)258 (артиллерийская авиаразведка), но если выпадала такая возможность, участвовал в патрульных вылетах истребительной эскадрильи известного аса Бёльке. Во время одного из таких полётов 21 марта 1917 года его самолёт получил пулю в двигатель и был вынужден аварийно сесть. Фридрих Карл сумел приземлить свой «Альбатрос» на ничейной полосе, но при посадке повредил ногу и, пока пробирался к своим окопам, получил несколько пуль в спину. В результате он попал в плен к солдатам одной из австралийских частей и умер в лагере для военнопленных в Сен-Этьен-дю-Руврэ в свой 24-й день рождения.